# Moróni (Héraklion)
Moróni, en grec moderne : Μορόνι, est un village du dème de Phaistos, en Crète, en Grèce. Selon le recensement de 2011, la population de Moróni compte 198 habitants. Il est situé à une altitude de 410 m et à 53 km de Héraklion.